# لوریک اسید
لوریک اسید یک اسید چرب اشباع شده با فرمول CH۳(CH۲)۱۰COOH می‌باشد. این ترکیب دارای زنجیره کربنی دوازده تایی است لذا یک اسید چرب با طول متوسط است. لوریک اسید در شیر انسان (۶٪ کل چربی شیر)، روغن هسته پالم (پالم کرنل) و شیر نارگیل نیز یافت می‌شود.

## تاثیرات بر چربی خون
اگر چه اسید لوریک، HDL را افزایش می‌دهد، اما LDL را هم افزایش می‌دهد. با یقین نمی‌توان گفت که اسید لوریک باعث بهبود چربی خون است یا وخامت آن.